# Wilhelm Zopf

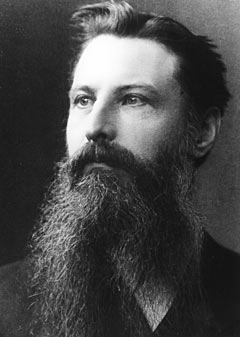
Wilhelm Zopf

Friedrich Wilhelm Zopf (* 12. Dezember 1846 in Roßleben; † 24. Juni 1909 in Münster) war ein deutscher Botaniker und Biologe. Sein offizielles botanisches Autorenkürzel lautet „Zopf“.

## Leben
Zopf war der Sohn eines Müllers und besuchte von 1864 bis 1867 das Seminar Eisleben. Er war Volksschullehrer in Thondorf/Mansfeld und unterrichtete von 1869 bis 1874 am Gymnasium Eisleben. Ab 1874 studierte er Naturwissenschaften an der Friedrich-Wilhelms-Universität Berlin und promovierte 1878 über Die Conidienfrüchte von Fumago an der Universität Halle. Von 1880 bis 1883 lehrte er als außerordentlicher Professor an der Landwirtschaftlichen Hochschule Berlin. 1882 erfolgte seine Habilitation an der Universität Halle.
Zopf wurde über seine Arbeiten zur Systematik der Pilze bekannt. Bakterien sah er zu seiner Zeit als Spaltpilze an. In der Folge forschte er über die Farbstoffproduktion bei Pilzen und Flechten. 1881 wurde Wilhelm Zopf zum Mitglied der Leopoldina gewählt. 1899 wurde er als ordentlicher Professor für Botanik an die Westfälische Wilhelms-Universität Münster berufen, wo er außerdem als Direktor des Botanischen Gartens amtierte.
Zopf war der Erstbeschreiber der Gattungen Copromyxa Zopf, Hyphochytrium Zopf, Rhizidiomyces Zopf und Rhodococcus Zopf. Auch einige Arten gehen auf ihn zurück. Nach ihm benannt sind die Pilzgattungen Zopfia Rabenh., Zopfiella G.Winter und Zopfinula Kirschst.

## Schriften
- Die Conidienfrüchte von Fumago. (mit 8 Tafeln) Blochmann, Halle (Saale) 1878.
- Zur Kenntnis der Phycomyceten. I. Zur Morphologie und Biologie der Anylisteen und Chytridiaceen, zugleich ein Beitrag zu Phytopathologie. In: Nova Acta, Band XLVII, Nr. 4, Halle 1884. (online)
- Entwicklungsgeschichtliche Untersuchung über Crenothrix Polyspora, die Ursache der Berliner Wassercalamität. Springer, Berlin 1879.
- Zur Entwicklungsgeschichte der Ascomyceten, Chaetomium. Halle (Saale) 1881.
- Untersuchungen über die durch parasitische Pilze hervorgerufenen Krankheiten der Flechten. Halle (Saale) o. J.
- Die Spaltpilze, nach dem neuesten Standpunkte bearbeitet. Eduard Trewendt, Breslau 1884/1885.
- Die Pilzthiere oder Schleimpilze. Trewendt, Breslau 1885. (online)
- Zur Morphologie und Biologie der niederen Pilzthiere (Monadinen), zugleich ein Beitrag zuf Phytopathologie. Veit & Comp., Leipzig 1885. (online)
- Über die Gerbstoff- und Anthocyan-Behälter der Fumariaceen und einiger anderen Pflanzen. Cassel 1886.
- Die Krankheiten der landwirtschaftlichen Kulturpflanzen durch Schmarotzerpilze. Parey, Berlin 1887.
- Zur Kenntnis der Infektionskrankheiten niederer Tiere und Pflanzen. Halle (Saale) 1888.
- Über Pilzfarbstoffe. In: Botanische Zeitung, 47. Jahrgang 1889, S. 53–91.
- Die Pilze in morphologischer, physiologischer, biologischer und systematischer Beziehung. Eduard Trewendt, Breslau 1890. (online)
- Die Flechtenstoffe in chemischer, botanischer, pharmakologischer und technischer Beziehung. Jena 1907. (online)